# Anders Rydberg
Anders Rydberg (Göteborg, 3 marzo 1903 – 26 ottobre 1989) è stato un calciatore svedese, di ruolo portiere.

## Palmarès

### Club

#### Competizioni nazionali
- Campionato svedese: 1

IFK Göteborg: 1935